# Guldbagge 2000
La 35ª edizione del Premio Guldbagge si è svolta a Stoccolma il 7 febbraio 2000. 

## Vincitori
Vengono di seguito indicati in grassetto i vincitori. Ove ricorrente e disponibile, viene indicato il titolo in lingua italiana e quello in lingua originale tra parentesi.
Miglior film
- Un sogno realizzato (Tsatsiki, morsan och polisen), regia di Ella Lemhagen
  - Noll tolerans, regia di Anders Nilsson
  - Tiden är en dröm, regia di Jan Lindqvist

Miglior regista
- Ella Lemhagen - Un sogno realizzato (Tsatsiki, morsan och polisen)
  - Anders Nilsson - Noll tolerans
  - Kjell Sundvall - Tomten är far till alla barnen

Miglior attrice
- Katarina Ewerlöf - Tomten är far till alla barnen
  - Harriet Andersson - Happy End
  - Regina Lund - Sjön

Miglior attore
- Björn Kjellman - Vägen ut
  - Mikael Persbrandt - Dödlig drift
  - Jakob Eklund - Noll tolerans

Miglior attrice non protagonista
- Pernilla August - Där regnbågen slutar
  - Jessica Zandén - Tomten är far till alla barnen
  - Källa Bie - Vuxna människor

Miglior attore non protagonista
- Shanti Roney - Vägen ut
  - Peter Andersson - Noll tolerans
  - Dan Ekborg - Tomten är far till alla barnen

Migliore sceneggiatura
- Ulf Stark - Un sogno realizzato (Tsatsiki, morsan och polisen)
  - Fredrik Lindström - Vuxna människor
  - Malin Lagerlöf - Vägen ut

Migliore fotografia
- Anders Bohman - Un sogno realizzato (Tsatsiki, morsan och polisen)
  - Peter Mokrosinski - Straydogs
  - Jacob Jørgensen - Noll tolerans

Miglior film straniero
- Tutto su mia madre (Todo sobre mi madre), regia di Pedro Almodóvar
  - Una storia vera (The Straight Story), regia di David Lynch
  - Central do Brasil, regia di Walter Salles

Premio per il contributo creativo
- Jan Lindqvist per il documentario Tiden är en dröm

Premio Ingmar Bergman
- Torun Lian